# ماريا هينسون
ماريا هينسون (بالإنجليزية: Maria Henson)‏ هي محرِّرة وصحفية أمريكية، ولدت في 17 يونيو 1960.